# Super Hits: Kansas
Super Hits: Kansas es un álbum recopilatorio de la banda estadounidense Kansas y fue lanzado por Sony BMG Music Entertainment en 2007.
Este compilatorio enlista canciones de los álbumes de estudio Kansas, Song for America, Masque, Leftoverture, Point of Know Return, Monolith y Vinyl Confessions, publicados entre 1974 y 1981 en ese orden.

## Lista de canciones
| Side one |                                    |                                        |          |  |
| N.º      | Título                             | Escritor(es)                           | Duración |  |
| 1.       | «Carry On Wayward Son»             | Kerry Livgren                          | 5:23     |  |
| 2.       | «Dust in the Wind»                 | Kerry Livgren                          | 3:26     |  |
| 3.       | «Play the Game Tonight»            | Livgren / Phil Ehart                   | 3:28     |  |
| 4.       | «Point of Know Return»             | Steve Walsh / Robby Steinhardt / Ehart | 3:12     |  |
| 5.       | «Song for America»                 | Kerry Livgren                          | 10:02    |  |
| 6.       | «Icarus - Borne On Wings of Steel» | Kerry Livgren                          | 6:03     |  |
| 7.       | «Reason to Be»                     | Kerry Livgren                          | 3:43     |  |
| 8.       | «Journey From Mariabornn»          | Kerry Livgren                          | 7:56     |  |
| 9.       | «Lightning's Hand»                 | Kerry Livgren                          | 4:23     |  |
| 10.      | «Play On»                          | Livgren / John Elefante                | 3:33     |  |

## Créditos

### Kansas
- Steve Walsh — voz, coros  y teclados (excepto en las canciones «Play the Game Tonight» y «Play On»)
- John Elefante — voz y teclados (en las canciones «Play the Game Tonight» y «Play On»)
- Kerry Livgren — guitarra y teclados
- Robby Steinhardt — voz, coros y violín
- Rich Williams — guitarra
- Dave Hope — bajo
- Phil Ehart — batería

### Personal de producción
- Kansas — productor
- Jeff Glixman — productor
- Wally Gold — productor
- Kevin Blacker — ingeniero de audio del compilado
- Lisa Sparagano — directora de arte y diseño
- Don Hunstein — fotógrafo